# زلزال بحر البوران 2016
ضرب زلزال بحر ألبوريان 2016 في البحر، شمال شرق الحسيمة بالمغرب في مضيق جبل طارق في 25 يناير على الساعة 04:22:02 بالتوقيت العالمي، أو ما يقرب من 05:22:02 بتوقيت غرب أفريقيا. يعتبر أقوى زلزال ضرب بحر البوران، حيث بلغت قوته بين 6.3 و 6.4 على مقياس درجة العزم بعمق مركز منخفض ضحل يبلغ 12 كم (7.5 ميل). تم تعيين الحد الأقصى من مقياس ميركالي المعدل من VI (قوي)، تسبب الزلزال في وفاة واحدة، و 30 إصابة على الأقل، وأضرار متوسطة في المغرب وإسبانيا.

## خلفية
يقع مضيق جبل طارق على قمة حدود متقاربة حيث تصطدم الصفيحة النوبية، وهي جزء من الصفيحة الإفريقية، بالصفيحة الأيبيرية (جزء من الصفيحة الأوراسية) بمعدل 5 مم / سنة. يؤدي التقارب بين الشمال الغربي والجنوب الشرقي بين الصفيحتين إلى حدوث صدع ضحل نشط في الخارج والبرية. منطقة عبر البوران القص؛ منطقة زلزالية يبلغ طولها 500 كم وعرضها 80 كم تستوعب التفاعل بين الصفيحتين. يتميز النشاط الزلزالي المرتبط بهذه الصدوع الضحلة بصغر حجمها إلى معتدل في المقادير مع آليات الدفع أو الانزلاق أو الآليات البؤرية العادية. كانت الزلازل التاريخية المرتبطة بالمنطقة الزلزالية مدمرة محليًا، مما تسبب في خسائر كبيرة في الأرواح. وقع الزلزال الأكثر ضررًا في التاريخ الحديث في 24 فبراير 2004 عندما  ضرب زلزال بقوة 6.4 مدينة الحسيمة، مما أسفر عن مقتل ما لا يقل عن 628 شخصا. وقعت الأحداث الكبرى أيضًا في أعوام 1804 و 1910 و 1994. يرتبط زلزال عام 1522 المميت في جنوب إسبانيا بصدوع ضحلة داخل هذه المنطقة الزلزالية.
إلى جانب وجود الزلازل الضحلة، حدثت زلازل متوسطة إلى شديدة البؤرة في المنطقة المحيطة أيضًا. كان أكبر زلزال بؤرة عميقة بقوة 7.8 الذي ضرب مقاطعة مالقة في الأندلس بإسبانيا على عمق كبير يبلغ 626.2 كم (389.1 ميل). لا يُعرف الكثير عن أصول الزلازل ذات التركيز العميق تحت بحر البوران، حيث تشير النظريات إلى أن الغلاف الصخري المحيطي ينحدر إلى الشرق على طول قوس جبل طارق عند انخفاض شبه عمودي في العمق، أو بعض عمليات تطبق الألواح المعقدة.

## الزلزال
نتجت الهزة الرئيسية عن صدع الضربة الجانبية اليسرى الضحلة على طول صدع الإدريسي الذي يبلغ طوله 100 كم. تمزق الهزة الرئيسية بطول حوالي 21 كم (13 ميل) في اتجاه شمالي شرقي بسرعة 3.0 كم / ثانية. تم تقدير أقصى إزاحة للصدع بمقدار 0.6 متر بالقرب من مركز الزلزال الناتج عن الزلزال.

### الهزات المستبقة والارتدادية
قبل أربعة أيام (21 يناير) من الهزة الرئيسية، ضرب زلزال بقوة 5.1 مركزه جنوب شرق الهزة الرئيسية على عمق 10 كم (6.2 ميل). لم تتسبب الهزة المستبقة في حدوث أي ضرر ولكن شعر بها في أقصى درجاتها في مالقة بإسبانيا. كما تم الشعور بها في الناظور وطنجة بالمغرب. كانت هذه الهزة المستبقة أول ما تم تسجيله في تسلسل زلزال البوران لعام 2016.
وسجلت هيئة المسح الجيولوجي الأمريكية 24 هزة ارتدادية بلغت قوتها 4.0 أو أكثر. أربعة من الهزات الارتدادية كانت قوتها أكبر من 5.0، وكان أكبرها 5.3 بعد عشر دقائق من الهزة الرئيسية. كانت الهزات الارتدادية قوية بما يكفي ليشعر بها في المغرب وإسبانيا. تميزت الآليات المحورية لأكبر توابع الزلزال بوجود صدع عكسي ضحل. تم تسجيل ما مجموعه أكثر من 2350 هزة ارتدادية في الفترة من 25 يناير إلى 13 مايو من العام نفسه، 197 منها أكبر أو يساوي 3.0 درجة.

## التأثير
في الحسيمة، تم رصد حالات إغماء تم نقلها إلى المستشفى، ووجود جرحى من منطقة إمزورن تم نقلها إلى المستشفى، كما تضرّرت بعض المنازل القروية من هذه الهزات. وقد أصيب طفل يبلغ من العمر 12 عامًا بنوبة قلبية سببها الذعر أثناء الزلزال، وتوفي بعد وصوله إلى المستشفى. أصيبت امرأة بعد قفزها من مبنى من طابقين خوفا من انهياره.
في مليلية، تلقت خدمات الطوارئ أكثر من 200 مكالمة من السكان أبلغوا عن أضرار في المنازل والمباني. وانقطع التيار الكهربائي في بعض مناطق المدينة. تم علاج ما لا يقل عن 26 شخصًا من إصاباتهم التي تتكون أساسًا من جروح وكدمات. وفقًا لرئيس بلدية مليلية، خوان خوسيه إمبرودا، تم إغلاق المدارس في المدينة لتفتيش الأضرار. تم الإبلاغ عن أضرار بما في ذلك الكتل الخرسانية المتساقطة من مبنى سكني في المدينة. وأصيبت منازل 160 ساكنا بأضرار جسيمة. قُدّر إجمالي الأضرار في المدينة بـ 12 مليون يورو.

## روابط خارجية
- المركز الدولي لرصد الزلازل لديه ببليوغرافيا و/أو بيانات موثوقة لهذا الحدث.